# Velha infância
Velha infancia, (Vieja infancia) es una canción de la banda brasilera Tribalistas del álbum de estudio homónimo, publicado por la compañía discográfica Phonomotor Records el 31 de octubre de 2002.
A la canción también se la conoce como nombre Eu Gosto de Você parte del estribillo. La letra fue compuesta por los miembros de la banda Arnaldo Antunes, Carlinhos Brown, Marisa Monte, Davi Moraes y Pedro Baby.

Velha infância fue incluida en la banda sonora de la telenovela Mujeres apasionadas de Rede Globo en 2003. Este álbum vendió más de un millón de copias. Diez años después en 2013, en la banda sonora de la telenovela Chiquititas del Sistema Brasileño de Televisión (SBT).

## Galería

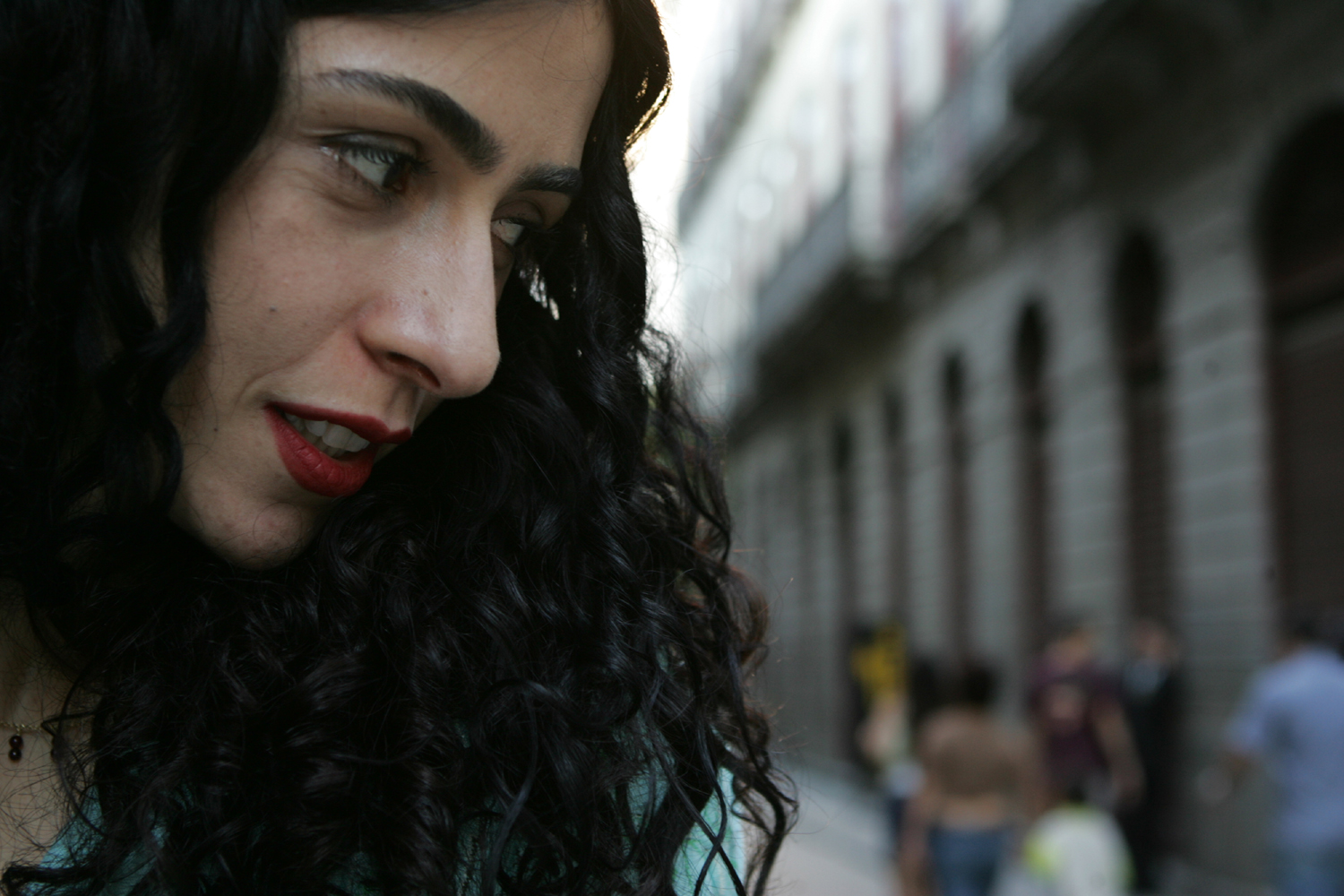
Marisa Monte en 2006
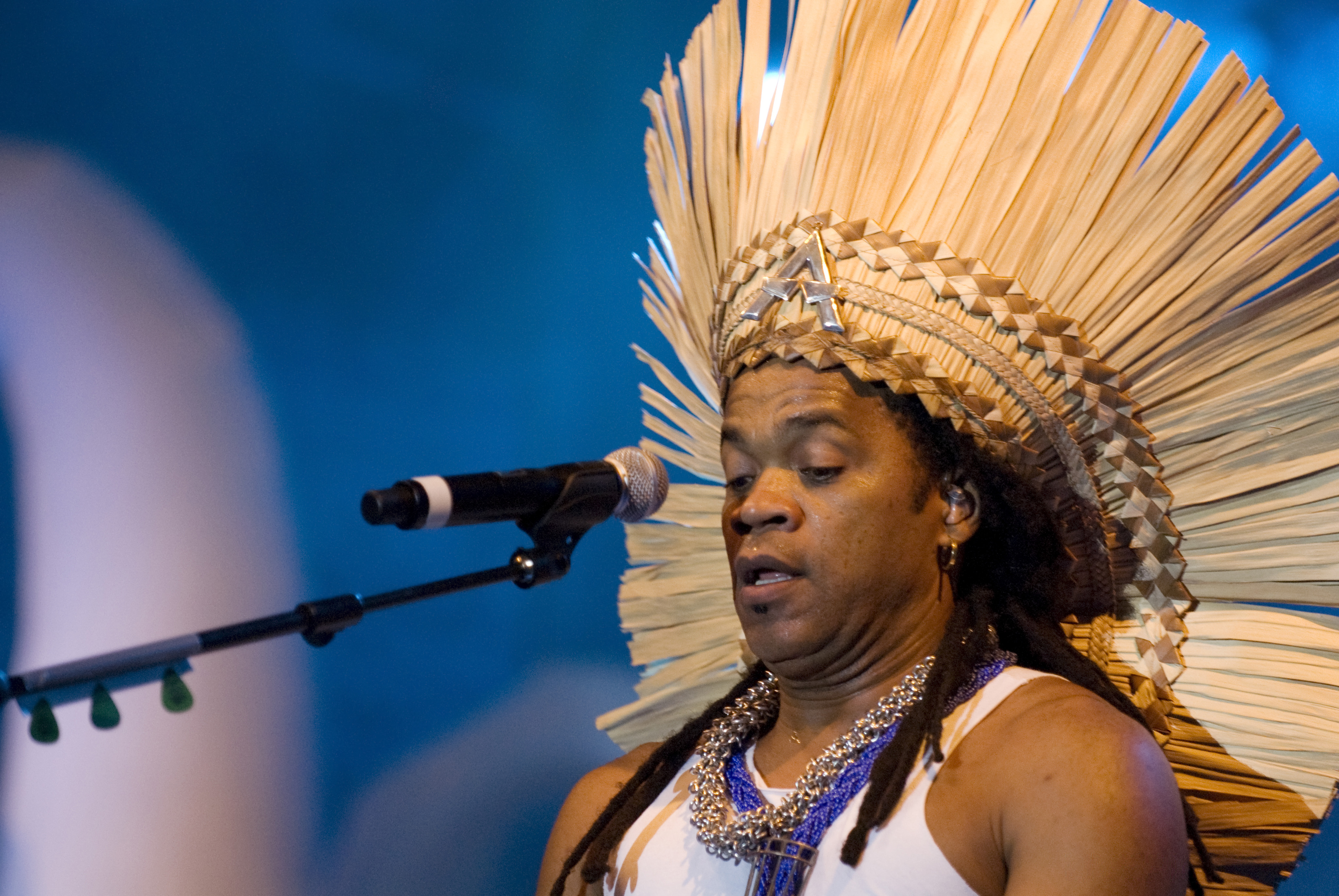
Carlinhos Brown en 2007
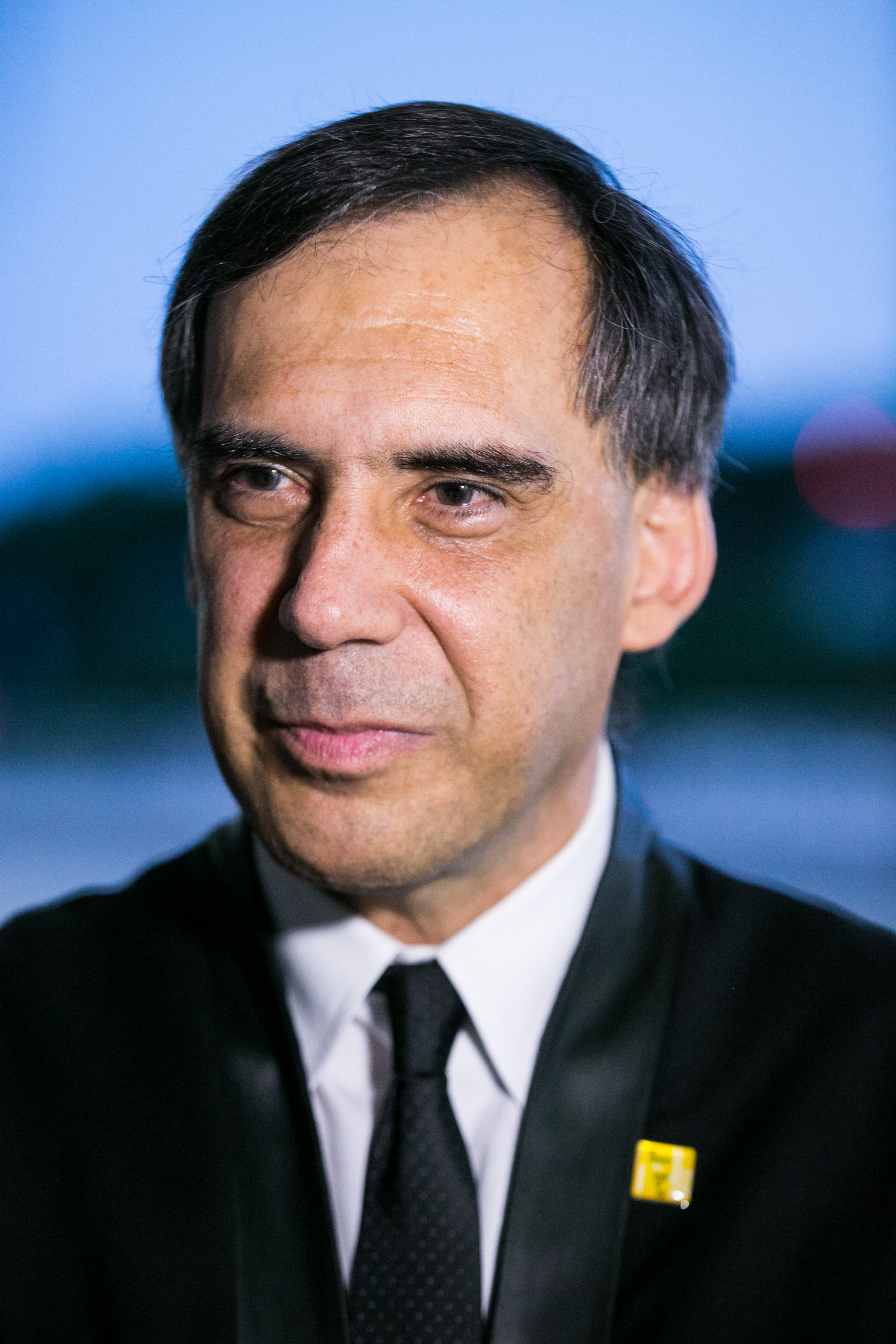
Arnaldo Antunes en 2015